# Tsavorita
Tsavorita ou tsavolita é uma variedade do grupo das espécies das granadas grossulares, uma granada de cálcio - alumínio com a fórmula Ca 3 Al 2 Si 3 O 12 . Traços de vanádio ou cromo fornecem a cor verde.
Em 1967, o garimpeiro e geólogo britânico Campbell R. Bridges descobriu um depósito de grossulária verde nas montanhas do Distrito de Simanjiro, na região de Maniara, no nordeste da Tanzânia em um lugar chamado Lemshuko, 15 quilômetros (9,3 mi) de Komolo, a primeira aldeia. Os espécimes que ele encontrou eram de cores intensas e de alta transparência. A descoberta interessou o comércio de pedras preciosas, e houve tentativas de exportação, mas o governo da Tanzânia não concedeu licenças.
Acreditando que o depósito era parte de uma formação maior que possivelmente chegava até o Quênia, Bridges começou a prospectar naquele país. Ele obteve sucesso pela segunda vez em 1971, quando encontrou a variedade mineral ali e recebeu uma licença para minerar o depósito. A pedra era conhecida apenas por especialistas em minerais até 1974, quando a Tiffany and Co lançou uma campanha de marketing que trouxe um reconhecimento mais amplo à pedra.
Bridges foi assassinado em 2009 quando uma multidão atacou ele e seu filho na sua propriedade no Parque Nacional Tsavo East . Acredita-se que o ataque esteja relacionado a uma disputa de três anos sobre o acesso e controle das minas de pedras preciosas de Bridges.
O nome tsavorita foi proposto pelo presidente da Tiffany and Co, Henry Platt, em homenagem ao Parque Nacional Tsavo East, no Quênia . Além desta fonte e da primeira localidade descoberta em Maniara, Tanzânia, também foi encontrada em Toliara (Tuléar), Madagascar . Pequenos depósitos de material de qualidade preciosa foram encontrados no Paquistão e na Terra da Rainha Maud, na Antártida. Nenhuma outra ocorrência do material da gema foi descoberta ainda.
Raro em qualidade de gema com vários quilates (1 quilate = 200 mg), tsavoritas foram encontradas em tamanhos maiores. No final de 2006, uma de 925 quilates (190 g) foi descoberta, produziu uma pedra oval de lapidação mista de 325 quilates (65 g), uma das maiores, se não a maior, das tsavoritas facetadas do mundo. Um cristal que produziu uma de 120,68 quilates (24,14 g) gema oval de lapidação mista também descoberta no início de 2006. O Leão de Merelani é uma tsavorita de lapidação quadrada que pesa 116,76 quilates e tem 177 facetas. Está em exposição na Instituição Smithsonian.
A tsavorita se formou em um evento metamórfico neoproterozóico que envolveu extensa dobragem e redobragem de rochas. Isso resultou na formação de uma ampla gama de inclusões na maioria dos cristais de tsavorita. Essas inclusões são fortes características de identificação da Tsavorita.